# Hans Gillisz Bollongier

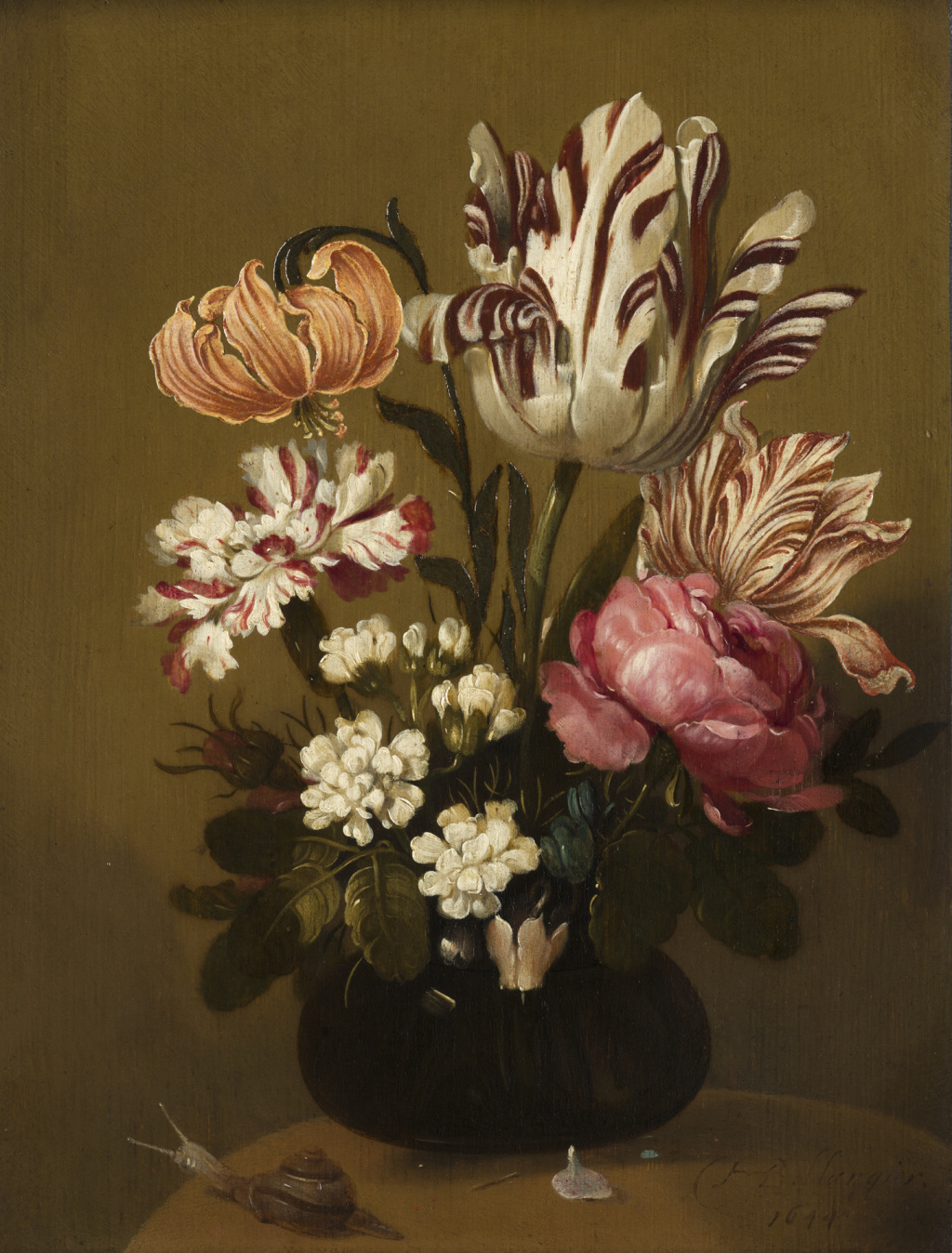
Una obra de Gillisz

Hans Gillisz, conegut com a Bollongier o Boulenger (Haarlem, 1600 - Haarlem, 1645) fou un pintor neerlandès de naturaleses mortes. Es va especialitzar a representar rams de flors, de vegades de grans dimensions.